# Pentedrone
Pentedrone (noto anche come α-metilamino-valerofenone) è uno stimolante della classe del catinone che è stato venduto come designer drugs ed è stato trovato dal 2010 come ingrediente in un certo numero di miscele di catinoni sintetici venduti come droghe legali.